# Izquierda Radical Socialista
Izquierda Radical Socialista (IRS) fue un partido político español, nacido en 1932 fruto de la escisión del sector más izquierdista del Partido Republicano Radical Socialista, encabezada por Juan Botella Asensi.

## Historia
El Partido Republicano Radical Socialista era un grupo heterogéneo y de aluvión cuyo crecimiento desordenado impidió su consolidación, lo que se tradujo en numerosas crisis y escisiones por la izquierda a lo largo de su existencia. El congreso del partido radicalsocialista, celebrado en Santander entre el 28 de mayo y el 1 de junio de 1932, votó la expulsión de los diputados Eduardo Ortega y Gasset y  Juan Botella Asensi, así como la disolución de la agrupación radicalsocialista de Madrid. Los expulsados crearon Izquierda Radical Socialista, partido encabezado por Botella y Ortega, afirmando que pretendían conservar  "el ideario de izquierdas y la disciplina de izquierdas que se dio al crearse el PRRS". El primer congreso de IRS tuvo lugar en octubre de 1932. El segundo en junio de 1933. En él se aprobaron los estatutos del nuevo partido y un programa en el que apoyaban las reivindicaciones del proletariado sin definirse como partido de clase; pedía la disolución de todas las órdenes religiosas; aceptaba en algunos casos la socialización de la propiedad; exigía la expropiación forzosa y sin indemnización, de los latifundios y de las propiedades de la nobleza. En el plano de las relaciones internacionales, se declaraba pacifista y antifascista.
Tras su salida del partido, Botella fue brevemente ministro de Justicia desde el 12 de septiembre hasta el 29 de noviembre de 1933 (primero en el gobierno de Lerroux y luego en el de Martínez Barrio. Sin embargo, no consiguió representación en las elecciones de 1933. En enero de 1934 participó en una serie de negociaciones que pretendían crear un partido unificado de izquierda republicana (junto con los partidos Radical Socialista, Radical Socialista Independiente, Acción Republicana y algunos federales), las cuales no fructificaron ante el anuncio de Acción Republicana y los radicalsocialistas independientes de que se encontraban ya en proceso de fusión. En junio, comenzaron negociaciones con lo que quedaba del radicalsocialismo para reincorporarse al partido del que habían salido dos años antes, pero ante la fusión de los radical demócratas de Martínez Barrio con el Partido Radical Socialista para crear Unión Republicana, IRS renunció a la fusión, por considerar que desvirtuaría su "significación inequívoca de extrema izquierda".
No se presentó a las elecciones de 1936 ya que fue excluido del Frente Popular, a requerimiento de Azaña, ante lo que renunció a presentar candidatos y pidió el voto para el Frente Popular. El partido se disolvió durante la guerra civil española.